# Performance (Wishbone Ash)
Performance is een livealbum van Wishbone Ash onder leiding van Andy Powell. In eerste instantie werd gedacht dat het een album was met muziek van hun tournee uit 2010 en 2011. Bij release bleek het te gaan om een allegaartje van liveopnames uit eerdere jaren van de band. De samenstelling van de ban wisselde nogal eens, vandaar dat het bandleden nergens vermeld worden. Het album wordt niet op de site van de band vermeld, maar is geen bootleg.

## Muziek
| Nr. | Titel                                                         | Duur |
| --- | ------------------------------------------------------------- | ---- |
| 1.  | Blowin’ free (USA 1973)                                       |      |
| 2.  | Blind date/Lady Whiskey (Bristol 1989, uittreksel uit medley) |      |
| 3.  | Phoenix (Londen 2003, eind mist)                              |      |
| 4.  | Vas dis (BBC 1971)                                            |      |
| 5.  | Jail bait (BBC 1971)                                          |      |
| 6.  | Time was (Londen 2003)                                        |      |
| 7.  | Sometime world/Phoenix (Bristol 1989, slot van Phoenix)       |      |
| 8.  | Blowin’ free (ABC 1972)                                       |      |
| 9.  | The king will come (Bristol 1989)                             |      |
| 10. | Warrior (USA 1973)                                            |      |
| 11. | Throw down the sword (Londen 2003)                            |      |